# Quadricalcarifera celebensis
Quadricalcarifera celebensis är en fjärilsart som beskrevs av Walter Karl Johann Roepke 1944. Quadricalcarifera celebensis ingår i släktet Quadricalcarifera och familjen tandspinnare. Inga underarter finns listade.